# Chlorurus perspicillatus
Chlorurus perspicillatus es una especie de peces de la familia Scaridae en el orden de los Perciformes.

## Morfología
• Los machos pueden llegar alcanzar los 60,9 cm de longitud total.

## Distribución geográfica
Se encuentra en las Hawái.